# Daniel Wójcik
Daniel Krzysztof Wójcik (ur. 16 sierpnia 1973 w Radomiu) – polski fizyk, profesor nauk biologicznych, specjalizuje się w neuroinformatyce i neurobiologii obliczeniowej; kierownik Pracowni Neuroinformatyki Instytutu Biologii Doświadczalnej PAN.

## Życiorys
Daniel Wójcik uczęszczał do Liceum Ogólnokształcącego w Pionkach. W 1996 ukończył z wyróżnieniem fizykę na Uniwersytecie Warszawskim, broniąc pracę magisterską Redukcje samodualnych równań Yanga-Mills (promotor – Jacek Tafel). W 2000 doktoryzował się tamże na podstawie pracy Geometria fraktalna w układach fizycznych (promotor – Marek Kuś). W 2008 uzyskał habilitację w Instytucie Fizyki Polskiej Akademii Nauk, przedstawiając rozprawę Kwantowe odwzorowania wielopiekarskie: modele błądzenia przypadkowego kwantowych cząstek na sieci. W 2015 uzyskał tytuł profesora nauk biologicznych.
Odbywał staże naukowe w Deutsches Elektronen Synchrotron (DESY) w Hamburgu (1993), Uniwersytecie Marylandu w College Park (2000–2002) oraz Georgia Institute of Technology (2002–2003).
Zawodowo związany z macierzystym wydziałem jako asystent stażysta (1994–1996), Centrum Fizyki Teoretycznej PAN jako asystent (1996–2000), Szkołą Wyższą Psychologii Społecznej w Warszawie jako adiunkt (2005–2008), Interdyscyplinarnym Centrum Modelowania Matematycznego i Komputerowego UW jako starszy specjalista (2010–2013), Pracownią Układu Wzrokowego PAN jako adiunkt (2003–2010) i profesor nadzwyczajny (2010). Od stycznia 2011 kieruje Pracownią Neuroinformatyki Instytutu Biologii Doświadczalnej PAN.
Kierownik szeregu grantów badawczych Narodowego Centrum Nauki, Ministerstwa Nauki i Szkolnictwa Wyższego, Ministerstwa Rozwoju Regionalnego, Komitetu Badań Naukowych. Wypromował sześcioro doktorów.
W okresie szkolnym, od 1987 do 1991, Daniel Wójcik był stypendystą Krajowego Funduszu na rzecz Dzieci (KFnrD), zaś jako student Ministra Edukacji Narodowej (1993–1996). Pełnił bądź pełni liczne funkcje w towarzystwach naukowych: od zastępcy przewodniczącego samorządu studenckiego (1992/1993) poprzez członka Komitetu Neurobiologii PAN (2011–2015), skarbnika Polskiego Towarzystwa Badań Układu Nerwowego (2011–2015), aż po dyrektora Organization for Computational Neuroscience (2015–2018). Zaangażowany także wolontaryjnie w programach dla dzieci szczególnie uzdolnionych prowadzonych przez KFnrD i stowarzyszenia byłych stypendystów KFnrD (członek komisji rewizyjnej).
W 2018 za zasługi w działalności na rzecz rozwoju nauki odznaczony Złotym Krzyżem Zasługi oraz Medalem Komisji Edukacji Narodowej.
Żonaty, ojciec córki.